# Weltmuseum Wien
Das Weltmuseum Wien, zuvor Museum für Völkerkunde, ist ein ethnologisches Museum in der Wiener Hofburg. Es enthält Sammlungen aus allen Kontinenten. Zudem verfügt es über eine Bibliothek, ein Archiv und eine bedeutende Fotosammlung.

## Geschichte

### Ethnographische Sammlungen der Habsburgermonarchie

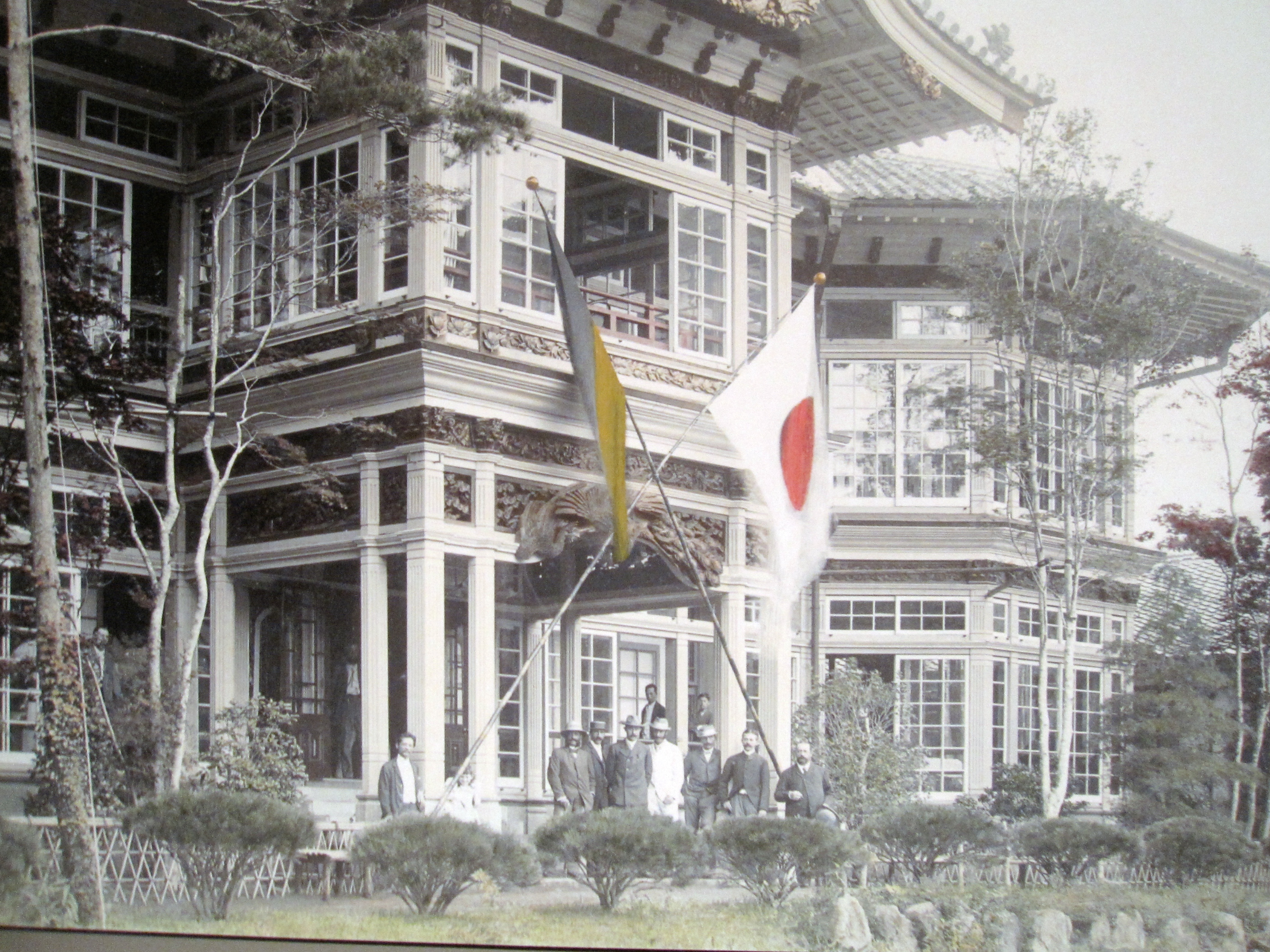
Erzherzog Franz Ferdinand mit Begleitung vor dem Fujiya-Hotel in Miyanoshita, August 1893 (aus dem Fotoalbum der Sammlung Este)

Bereits im 16. Jahrhundert wurden in den sogenannten Kunst- und Wunderkammern ethnographische Objekte gesammelt. Bedeutende Stücke, wie etwa eine Federkrone aus der Zeit Montezumas, fanden sich etwa in der „Ambraser Sammlung“ von Erzherzog Ferdinand II. von Tirol, die in der Zeit der Napoleonischen Kriege nach Wien übersiedelt wurde.
Zuwachs bekam die Sammlung v. a. durch im 18. und 19. Jahrhundert unternommenen Expeditionen und Reisen, etwa durch den Weltumsegler James Cook (1728–1779) (Kaiser Franz I. ließ am Beginn des 19. Jahrhunderts Objekte in London ersteigern), den Naturforscher Johann Natterer (Österreichische Brasilien-Expedition 1817–1836) und durch die österreichische Fregatte Novara.
Ab 1876 wurden die Bestände der Anthropologisch-Ethnographischen Abteilung des „k. k. Naturhistorischen Hofmuseums“, des späteren Naturhistorischen Museums übernommen. Darunter befand sich auch die Sammlung des österreichischen Thronfolgers Franz Ferdinand von Österreich-Este, der 1892/93 eine Weltreise unternommen hatte. Sie allein umfasst etwa 14.000 Objekte.

### Museum für Völkerkunde
Nach dem Scheitern des Projektes eines Kulturhistorischen Museums (ab 1925) erfolgte am 25. Mai 1928 schließlich die Eröffnung eines eigenen „Museums für Völkerkunde“ im ursprünglich als Wohntrakt geplanten Corps de Logis der Neuen Burg. Die ideologischen Machtkämpfe der Zwischenkriegszeit (Deutschnationalismus) schlugen sich auch in der Sammlungspraxis nieder.
In der Nachkriegszeit wurden entscheidende Umbaumaßnahmen vorgenommen. Dies ermöglichte eine Erweiterung des Programms, das durch zahlreiche Wechselausstellungen geprägt war. Schloss Matzen und die Kartause Gaming fungierten dabei als Außenstellen des Museums.

### Sanierungsphasen
In den 1990er und 2000er Jahren wurden zahlreiche Umbauarbeiten vorgenommen. So wurden etwa die Kellerräume zu Depots ausgebaut, in denen sich heute die Sammlungen des Museums befinden. 2001 wurde das Museum im Zuge der Ausgliederung der Bundesmuseen Teil des KHM Museumsverbandes Aufgrund weiterer Arbeiten am Gebäude musste das Haus von 2004 bis 2007 geschlossen werden. Mit einer großen Benin-Ausstellung wurde das Museum nach umfangreicher Sanierung im Mai 2007 wieder eröffnet. Das galt allerdings nur für Sonderausstellungen. Die Dauerausstellung war inzwischen schon seit 2001 nicht mehr für die Öffentlichkeit zugänglich.

### Weltmuseum Wien
Im April 2013 wurde das Museum in Weltmuseum Wien umbenannt.
Ab November 2014 war das Museum für Umbauten geschlossen. Kulturminister Josef Ostermayer forderte aus finanziellen Gründen eine Redimensionierung der Neugestaltung. Im Jänner 2015 wurde bekannt, dass das Weltmuseum auf 3900 Quadratmeter Ausstellungsfläche verkleinert werden sollte. Gleichzeitig sollte ein Haus der Geschichte mit rund 3000 Quadratmeter Ausstellungsfläche geschaffen werden. Das Weltmuseum Wien wurde am 25. Oktober 2017 mit einem von André Heller gestalteten Open-Air am Heldenplatz wiedereröffnet.

## Sammlungsschwerpunkte
Das Museum besitzt über 250.000 ethnografische Objekte, über 140.000 historische Fotografien und 146.000 Druckschriften zur Kultur und Geschichte außereuropäischer Völker. Neben der Sammlung von Cook mit Objekten aus Ozeanien und Nordamerika gibt es präkolumbische Federarbeiten wie die letzte existierende Federkrone aus der Zeit Montezumas, die große Sammlung Johann Natterers von der österreichischen Brasilien-Expedition, Bronzen aus dem westafrikanischen Königreich Benin sowie etwa 14.000 Objekte, die Thronfolger Franz Ferdinand auf seiner Weltreise zusammentragen ließ.
Das Weltmuseum Wien beherbergt neun Sammlungen:
- Afrika südlich der Sahara
- Nordafrika, Vorder-, Zentralasien und Sibirien
- Ostasien: Korea, China, Japan
- Süd-, SO-Asien, Himalaya
- Insulares Südostasien
- Südamerika
- Ozeanien und Australien
- Nord- und Mittelamerika
- Fotosammlung

## Kolonialismus und Restitution
Das Museum verfügt über eine weitläufige Sammlung von Artefakten aus ehemaligen europäischen Kolonien, ohne selbst Kolonialmacht gewesen zu sein. Durch die Tätigkeit österreichischer Beamter in Kolonialverwaltungen und Käufe österreichischer Sammler und Ethnologen fanden auch wertvolle Benin-Brozen und Masken aus der Subsahara den Weg in die Sammlung.
Im Rahmen der Provenienzforschung und europäischer Projekte zur Rückgabe kolonial belasteter Objekte, richtete auch das Weltmuseum ein Expertengremium zur möglichen Rückgabe von Objekten in unrechtmäßigem Besitz des Museums ein, veranlasste jedoch noch keine konkreten Restitutionen an Herkunftsländer.

## Leitung
Generaldirektorin des Kunsthistorischen Museums mit Museum für Völkerkunde und Österreichischem Theatermuseum ist seit Beginn 2009 Sabine Haag. Ab 2010, nach dem Abgang von Christian Feest, leitete sie auch das Museum für Völkerkunde interimistisch. Mit 1. Mai 2012 wurde der Niederländer Steven Engelsman Direktor des Museums und mit 1. Jänner 2018 folgte ihm Christian Schicklgruber in dieser Funktion nach.
Jonathan Fine, der die Leitung im Juli 2021 nach einer langjährigen Tätigkeit am Ethnologischen Museum Berlin übernahm, äußerte sich in Bezug auf die Diskussionen über Rückgaben von Kulturgut kolonialer Herkunft wie folgt:

„Für mich ist ein Museum eine Abwägung zwischen dem sinnlichen Erleben von Objekten und der Anknüpfung an die brennenden Diskussionen. Wir können diese Museen als Ausgangspunkt für Fragestellungen nutzen, die in reine Kunstmuseen nicht passen würden.“

### Direktoren seit 1928
- Fritz Röck: 1928–1945
- Robert Bleichsteiner: 1945–1953
- Leopold Schmidt: 1954–1955 (kommissarische Leitung)
- Etta Becker-Donner: 1955–1975
- Hans Manndorff: 1976–1993
- Armand Duchateau: 1993–1994 (interimistische Leitung)
- Peter Kann: 1994–2002
- Gabriele Weiss: 2002–2004 (interimistische Leitung)
- Christian Feest: 2004–2010
- Sabine Haag: 2010–2012 (vertreten durch Barbara Plankensteiner)
- Steven Engelsman: 2012–2017
- Christian Schicklgruber: 2018–2021
- Jonathan Fine: seit 1. Juli 2021[17]
- Claudia Banz: ab Februar 2025[18]

## Ausstellungsobjekte

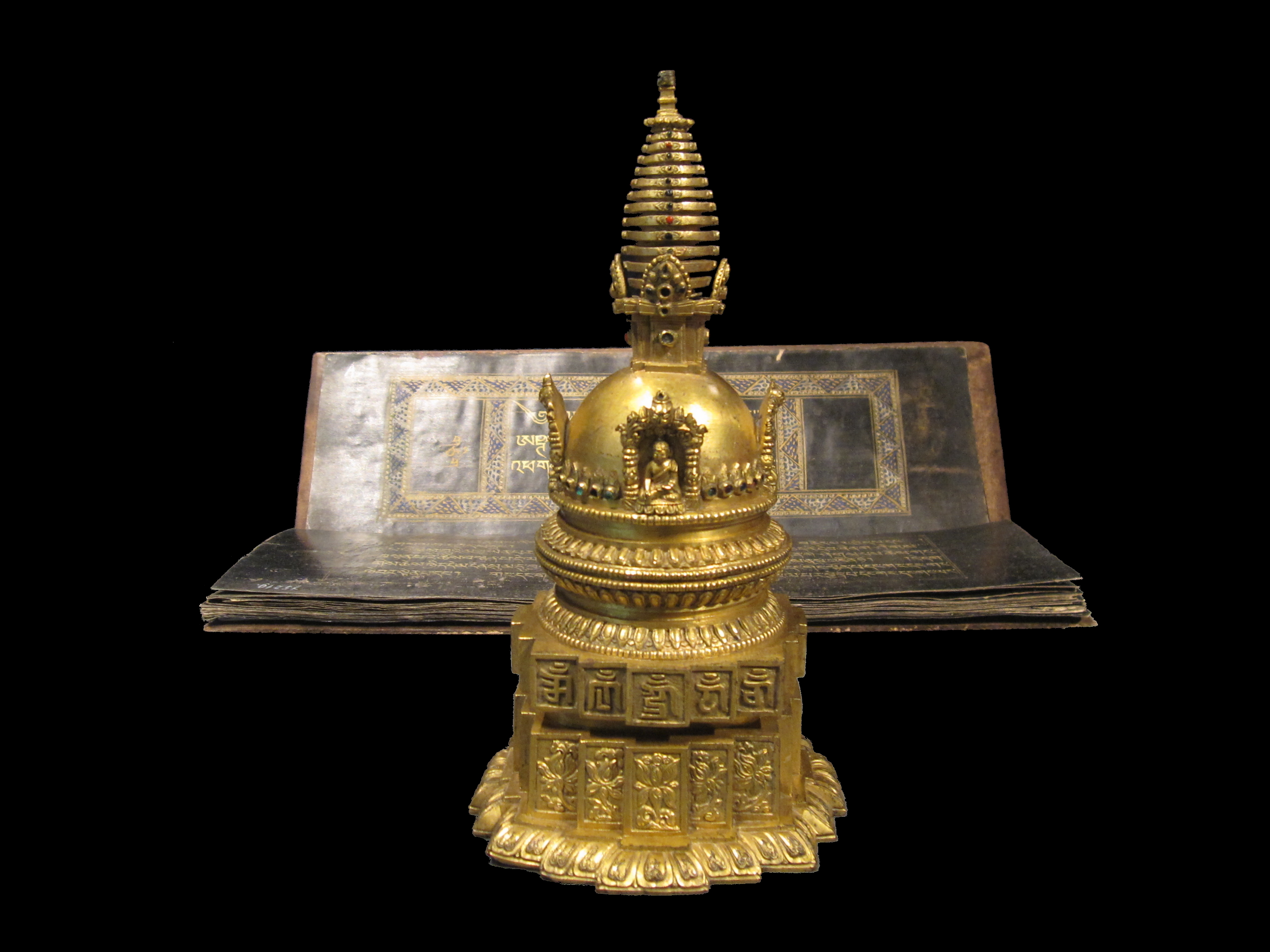
Stupa und Prajnaparamita, Mongolei, 18. Jahrhundert
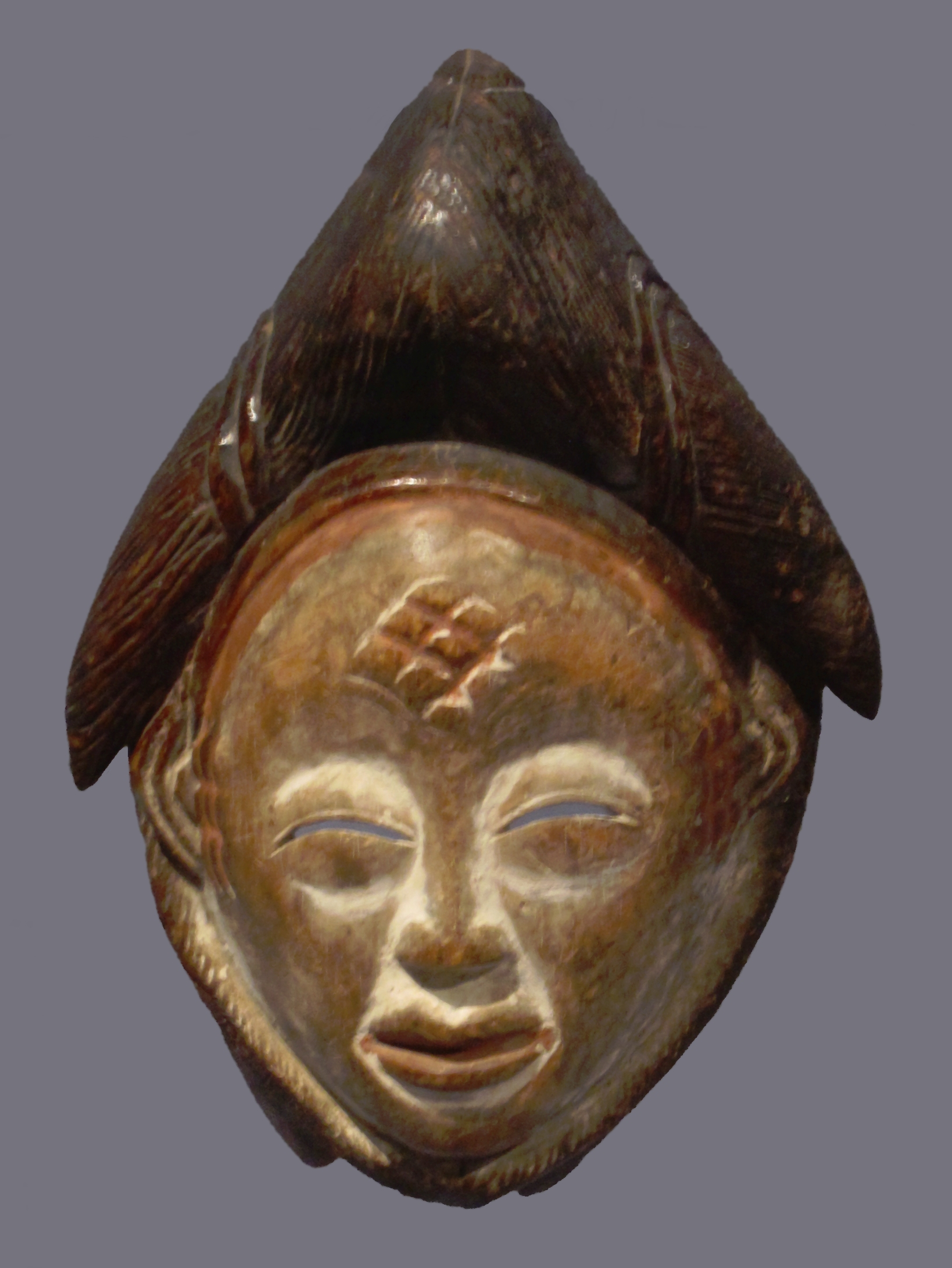
Mukudj-Maske aus Gabon, 19. Jahrhundert
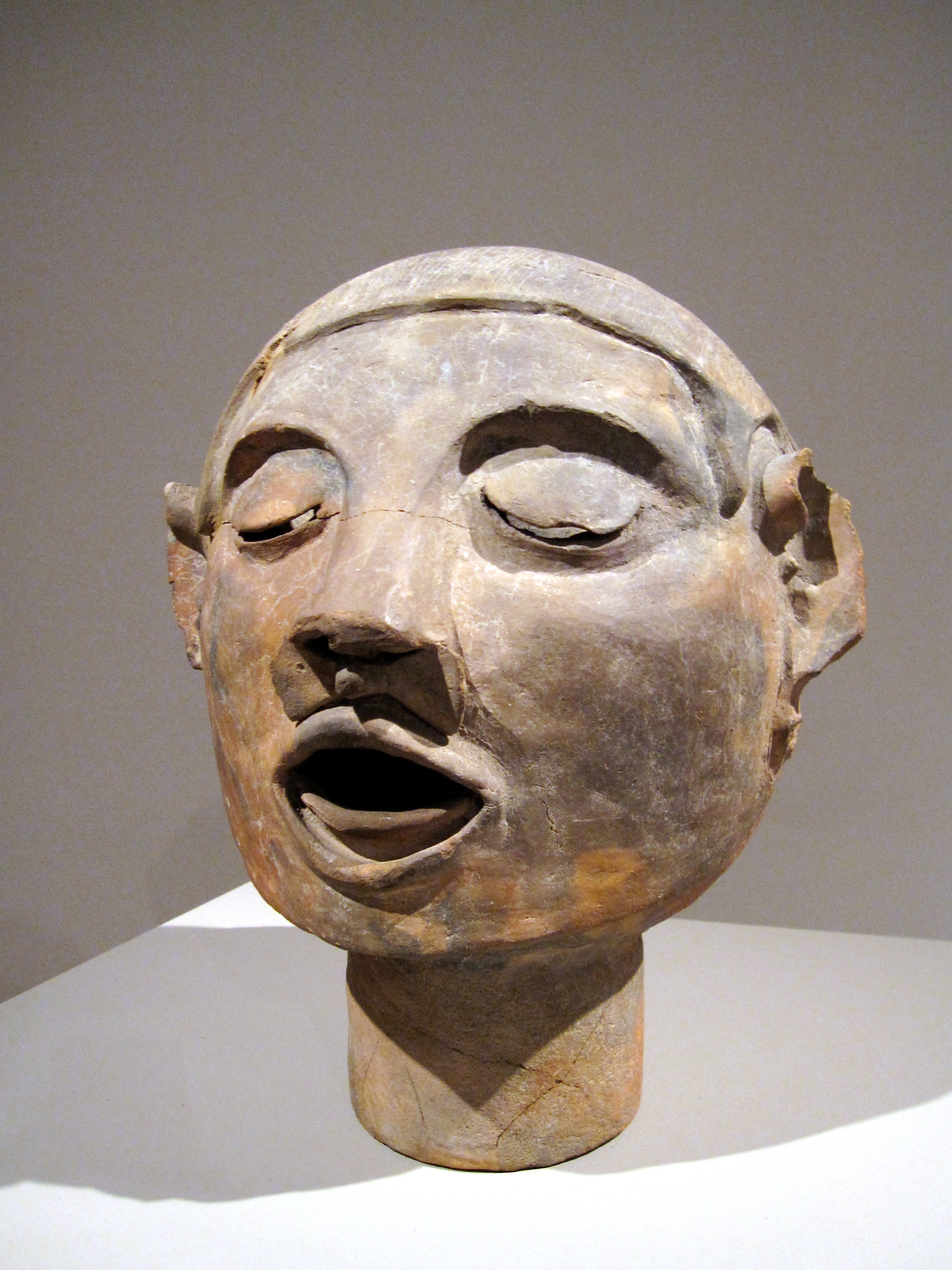
Kopf des Xipe Totec, Mexiko, um 1500 n. Chr.
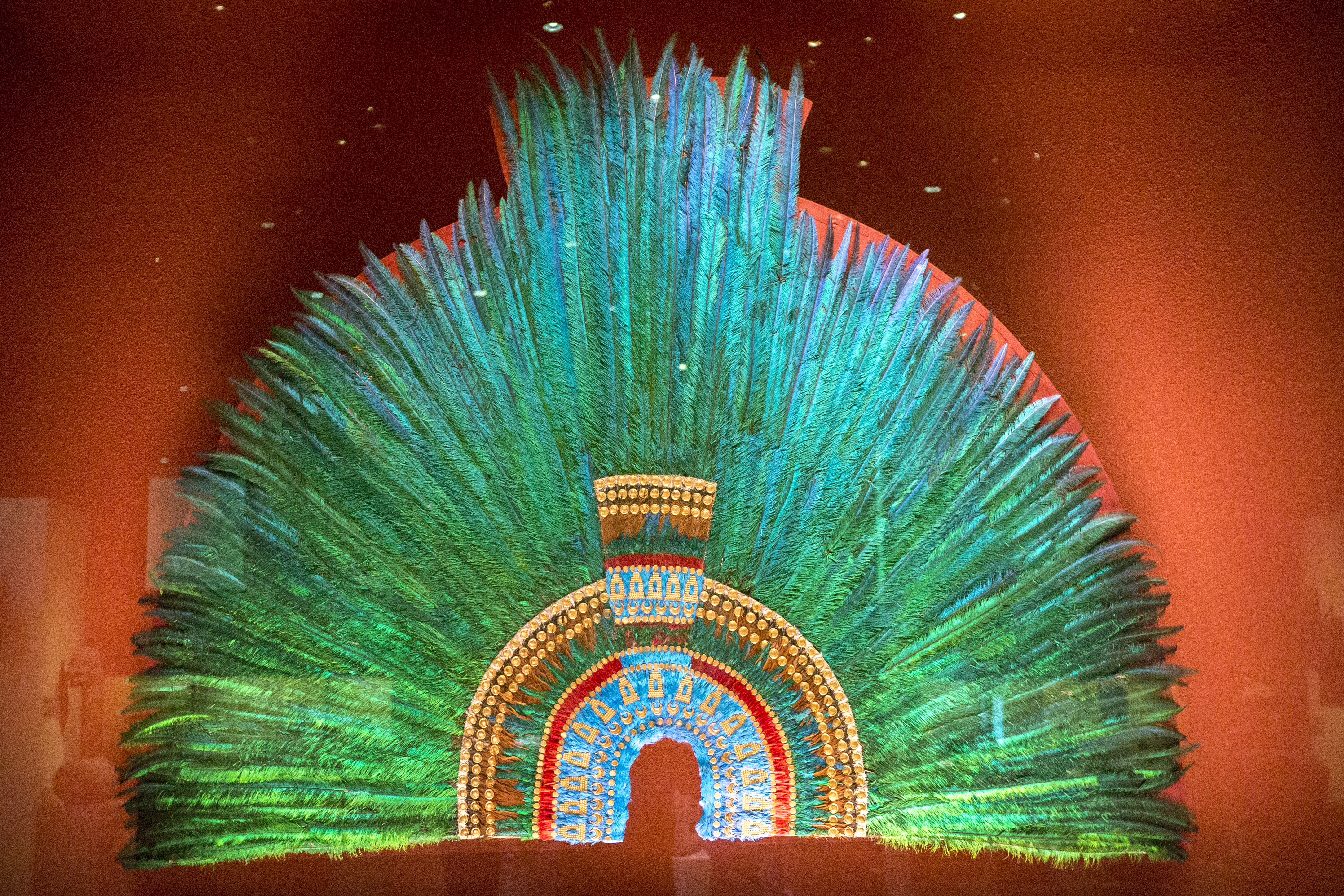
Altmexikanischer Federkopfschmuck, Mexiko, 15. Jahrhundert
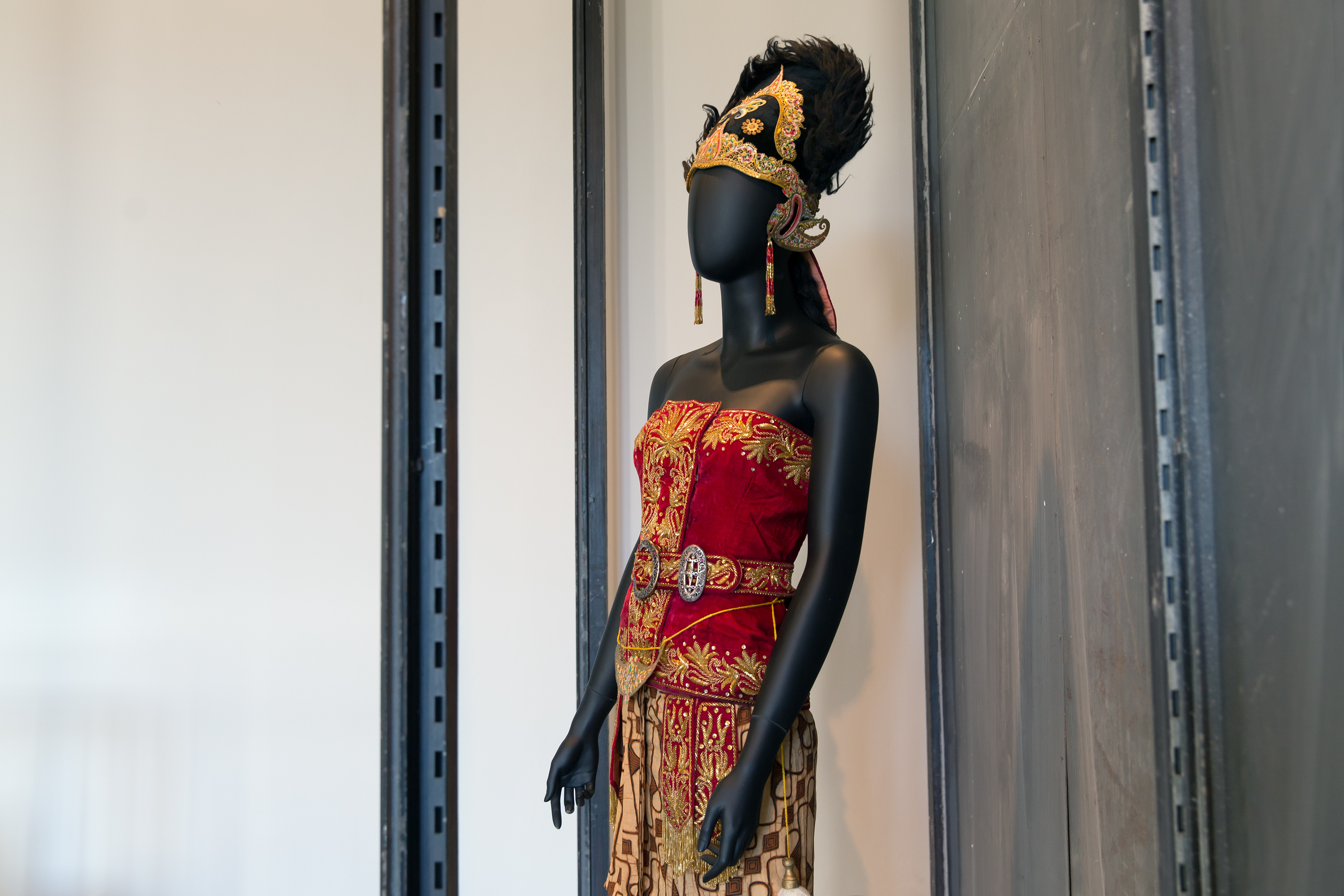
Traditionelles Tanzkostüm aus Java, Indonesien, 2015
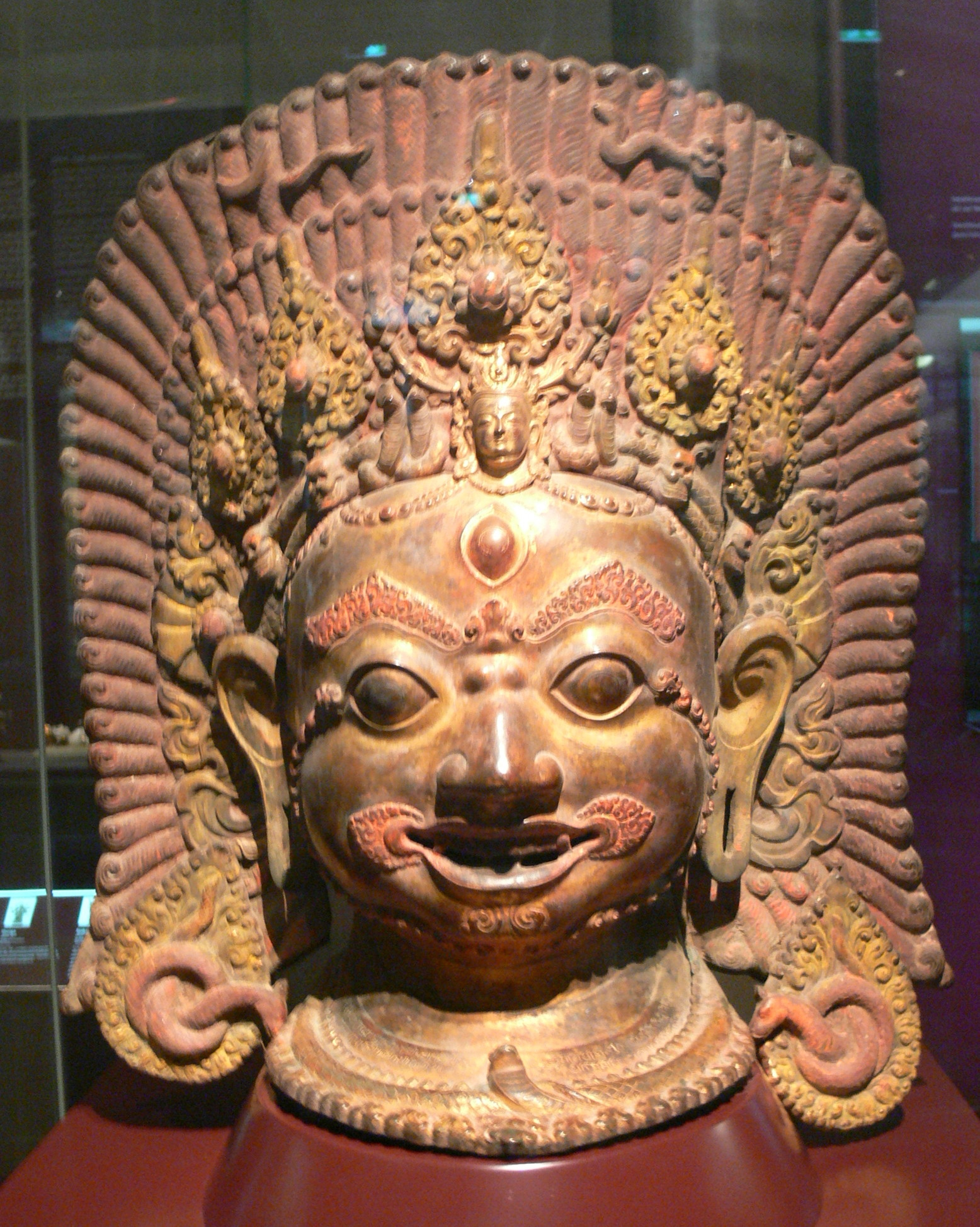
Bhairava, Nepal, 18. Jahrhundert
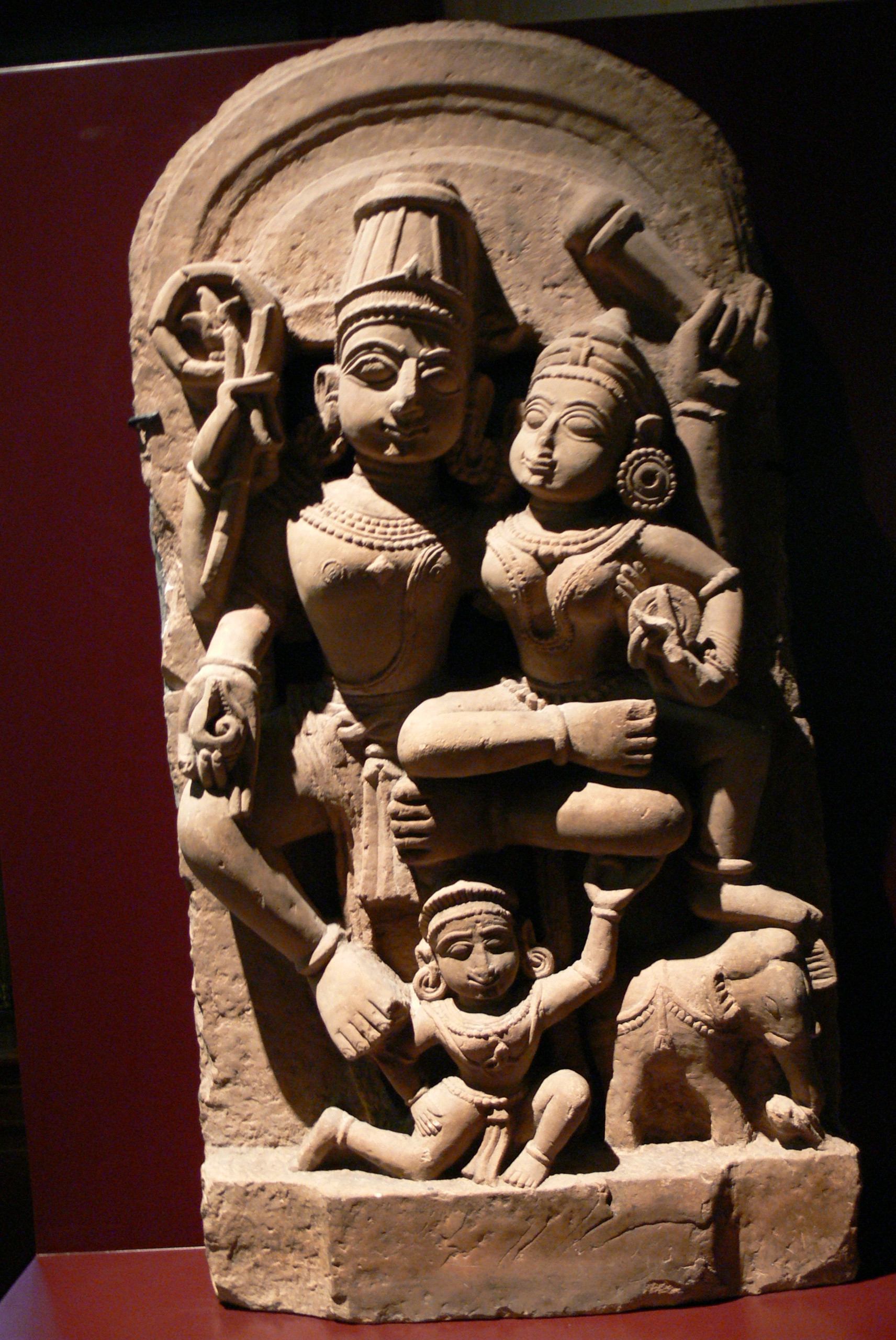
Lakshmi-Narayana Sandstein aus Indien, 12. Jahrhundert
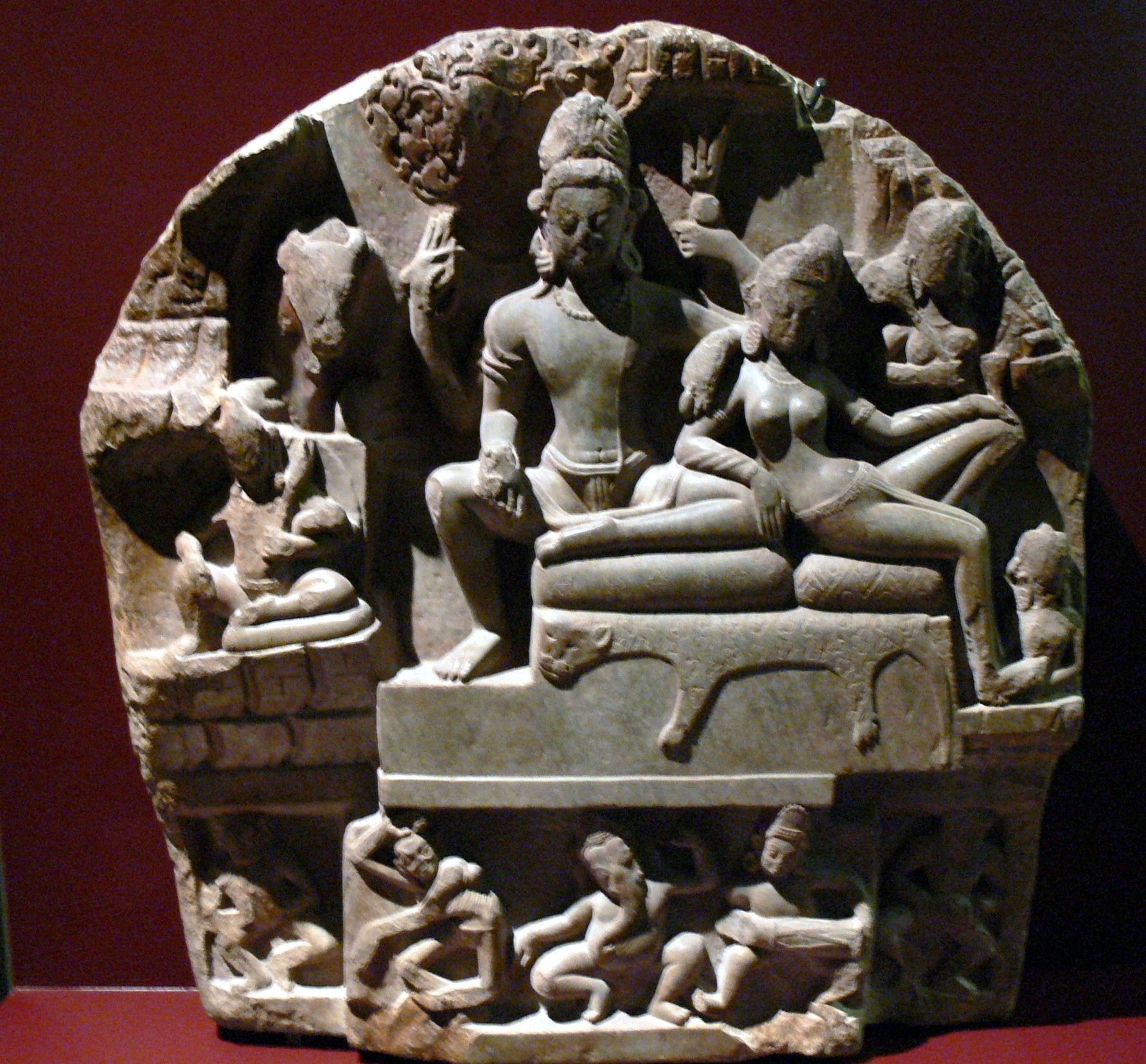
Uma-Maheshwara Chlorit aus Indien, 12. Jahrhundert

## Filme
- Weltmuseum Wien (= Museums-Check. Folge 51). Reportage, 30 Min., Moderation: Markus Brock, Produktion: 3sat. Erstausstrahlung: 8. Juli 2018.[19]